# Periclimenes andresi
Periclimenes andresi är en kräftdjursart som beskrevs av Enrique Macpherson 1988. Periclimenes andresi ingår i släktet Periclimenes och familjen Palaemonidae. Inga underarter finns listade i Catalogue of Life.